# Landeshoheit
Chủ quyền lãnh thổ (tiếng Đức: Landeshoheit; tiếng Anh: territorial superiority, territorial supremacy hoặc territorial sovereignty ), trong Đế chế La Mã Thần thánh, thuật ngữ này được dùng để chỉ quyền lực thuộc sở hữu của các lãnh chúa trực tiếp trong lãnh thổ của họ. Nó được sở hữu bởi tất cả các điền trang của đế quốc và các hiệp sĩ hoàng gia. Nó thường được kết hợp với chủ quyền nhưng trong khi nó "mang theo gần như tất cả các thành phần hoặc thuộc tính của chủ quyền thực sự, [nó] khác biệt về mặt pháp lý với chủ quyền và được mọi nơi ở Đức thừa nhận như vậy."
Hòa ước Westphalia thường được miêu tả là trao toàn quyền chủ quyền cho các Thân vương Đế chế. Trên thực tế, quyền lực của các Thân vương không được mở rộng, nhưng quyền duy trì lực lượng quân sự của các thần dân quý tộc (lãnh chúa trung gian) đã bị loại bỏ. Quyền của các Thân vương trong việc ký kết các hiệp ước và tham gia các liên minh và do đó tham gia vào các quan hệ đối ngoại không bị ảnh hưởng nhưng vẫn "bị hạn chế bởi nghĩa vụ không làm hại đến quyền lợi của hoàng đế hoặc Đế quốc." Quyền lực của họ trên lãnh thổ của họ vẫn bị "giới hạn" bởi luật pháp triều đình và bởi vị trí chính thức của hoàng đế là lãnh chúa phong kiến của họ".